# Itacuphocera ocellaris
Itacuphocera ocellaris är en tvåvingeart som beskrevs av Townsend 1927. Itacuphocera ocellaris ingår i släktet Itacuphocera och familjen parasitflugor. Inga underarter finns listade i Catalogue of Life.